# Chiesa di San Giovanni ad insulam
La chiesa di San Giovanni ad Insulam, detta anche chiesa di San Giovanni al Mavone, sorge isolata sopra un piccolo poggio che fiancheggia il fiume Mavone nell'omonima valle. Si trova nei pressi del paese di Isola del Gran Sasso d'Italia, nel territorio della provincia di Teramo in Abruzzo, immersa nella catena appenninica alle falde del Gran Sasso le cui cime del Corno Grande e del Corno Piccolo da una parte, e i monti Prena e Camicia dall'altra ne incorniciano il panorama.
L'edificio religioso appartenne alla struttura abbaziale connessa di cui restano suggestive tracce di tratti di ruderi ed è annoverato nell'Elenco degli edifici monumentali della provincia di Teramo.
La chiesa si eleva costruita sopra la cripta e l'intera struttura fu eretta in tempi diversi tra l'XI e il XIII secolo.
L'Abbazia è inserita nell'itinerario turistico-religioso denominato Valle delle Abbazie

## Storia
La scarsità di documenti pervenuti sulla storia della chiesa di San Giovanni ad Insulam ne rende possibile la sola ricostruzione degli eventi attraverso le notizie che sono giunte da atti non avendo alcun riferimento che ne descriva le origini.
Stefano Gallo, nei D.A.T., e Mario Moretti rintracciano la prima menzione del complesso monastico, insieme con quello della chiesa di Santa Maria di Ronzano, in un decreto del papa Lucio II, datato 19 gennaio 1184, emanato per redimere la controversia della lite sorta, nel 1183, fra il vescovo di Penne Oderisio e l'abate, dell'antrodocano San Quirico, Senebaldo.
Mediante questo decreto il pontefice incaricava i legali Ottavio, cardinale dei Santi Sergio e Bacco, e Teodino, vescovo portuense, di risolverla. Il ritrovamento di questo documento rende possibile affermare che nel XII secolo l'edificio religioso era già esistente.
Riguardo alla configurazione architettonica originaria è possibile evincerne i tratti osservando l'attuale edificio che, nel corso dei secoli, non ha subito interventi che ne hanno modificato significativamente lo stile e la struttura. L'intero fabbricato si compone della chiesa e della cripta sottostante la zona presbiteriale.
Il rapporto che intercorre tra queste due porzioni della costruzione è stato diversamente spiegato da due storici locali quali Vincenzo Balzano e Ignazio Carlo Gavini.
Balzano individua nella cripta una piccola chiesa preesistente, antecedente all'anno Mille, sopra cui è stata costruita l'ulteriore chiesa che ora la racchiude.
A conferma di questa ipotesi, lo storico, adduce la presenza di una lastra immurata, probabile frammento di una transenna, reimpiegato come decoro. La lavorazione a bassorilievo ne evidenzia un ornamento geometrico tipico dell'epoca di realizzazione individuata tra il VII e l'VIII secolo.
Il Gavini, nel respingere la tesi del Balzano, considera la chiesa e la cripta frutto di un unico momento progettuale in cui l'una s'inserisce nelle linee architettoniche dell'altra, sebbene siano state edificate in momenti diversi distanti nell'arco del tempo di quasi un secolo.

## Architettura

### La facciata
La facciata di stile romanico fu alzata verso la fine del XII secolo e completata nel XIII con un coronamento orizzontale arricchito da mensole sulle quali poggiano archetti pensili che si alternano ogivali e a tutto sesto sovrastati da un'ininterrotta linea seghettata di conci. L'intera decorazione percorre tutto il perimetro esterno delle mura della fabbrica fino a ricongiungersi nella zona absidale. La fascia ornamentale è interrotta solo nel tratto dell'inclusione sinistra della torre campanaria. Il campanile, aggiunto in epoca successiva all'originaria costruzione, si mostra con dimensioni piuttosto sproporzionate rispetto all'edificio e di rozza fattura. Termina, ora, con i due fornici della vela.
Il prospetto frontale è aperto da un ricco portale rialzato da alcuni gradini, un oculo e da due bifore di gusto pugliese, rare a trovarsi negli edifici abruzzesi. Queste sono incorniciate da una ghiera a tutto sesto, che si mostra liscia a spigolo vivo, e ricavate nello stretto spazio di un archetto ad ogiva, ripartite nelle due luci da una colonnina che presenta la base ed il capitello di uguale dimensione delle fessure.
Si evidenzia, sopra il timpano del portale, l'oculo, considerato dal Moretti una possibile aggiunta postuma alla realizzazione originaria e del quale si pensa possa essere andata perduta la lavorazione a traforo.
La caratteristica di questa facciata a terminazione piana, che Gavini ritiene adottata per la prima volta in Abruzzo nella costruzione di questo complesso monumentale, fu utilizzata come prototipo architettonico per lo stile di altri edifici abruzzesi del XIV e XV secolo, sorti soprattutto nel territorio aquilano.

### I fianchi
I fianchi della costruzione sono aperti da piccole finestre a feritoia sopra le quali si nota la stratigrafia dell'alternanza di fasce di pietre e laterizi rossi, dovuta ad interventi di sopraelevazione della fabbrica, seguita da un secondo ordine di monofore. La cornice di coronamento è definita a «spinapesce» ed archetti.
Il prospetto posteriore è movimentato dalla sporgenza dell'abside elevata in due tempi.

### I portali

#### Il portale principale

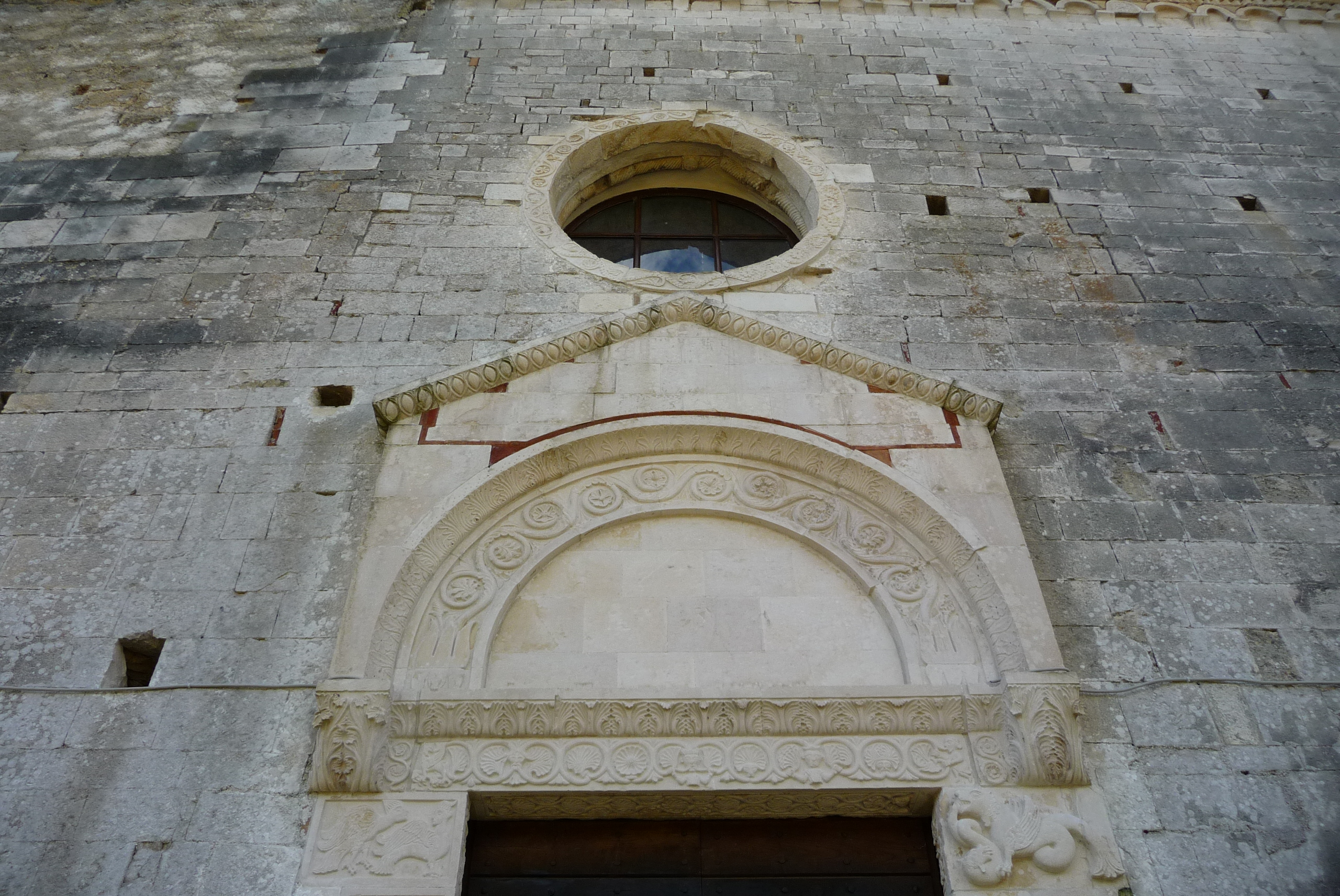
La lunetta del portale di ingresso

Spicca per originalità nel suo schema compositivo e si mostra riccamente intessuto di decori proponendo un diverso e nuovo impianto architettonico. Databile nella prima metà del XII secolo, si apre in uno spazio rettangolare sovrastato dalla lunetta racchiusa all'interno di un'edicola.
I decori in bassorilievo dell'archivolto sono scalpellati con motivi di girali d'acanto riferibili ai modelli classici riproposti anche nel più elaborato architrave ed affini a quelli della chiesa di San Clemente al Vomano.
Gli stipiti non sono costituiti da pilastri, ma si compongono di conci di pietra squadrati e sovrapposti che mostrano bassorilievi di figure zoomorfe e mostruose di gusto liberatoriano..
Stefano Gallo, nei D.A.T. fornisce una particolareggiata descrizione degli otto conci scalpellati, evidenziando che sebbene risultino di diversa forma e dimensione sono accomunati dalla stessa tecnica di lavorazione impostata sulla riquadratura con la caratteristica di avere un piano di superficie abbassato dal quale il lapicida ha fatto emergere le raffigurazioni.
Nella parte bassa del portale si trovano in posizione simmetrica, le figure di due «leoni affrontati», leggendo i bassorilievi da destra prosegue con i dettagli delle pietre dove si trovano le due colombe, un grifo rampante con un motivo fogliare ed un drago che mangia una serpe.
Sulla sinistra vi sono un drago, una leonessa con la coda rialzata e due uccelli.
Conclude che sono meritevoli d'attenzione per la particolare accuratezza dei dettagli il leone della parte sinistra, la leonessa e il grifo.
Ne evidenzia le affinità con i conci presenti nella parte destra del portale della chiesa di San Liberatore a Majella datato intorno al 1080. Pertanto li ritiene possibili materiali di reimpiego del secolo precedente.

#### Il portale sul fianco destro
Il portale che si apre nel fianco di destra della fabbrica ha caratteristiche molto più semplici del principale coevo. Utilizzato per collegare l'ambiente della chiesa con una torre laterale, presenta decorazioni di bassorilievi di girali vegetali solo nella porzione dell'archivolto della lunetta.

### L'interno

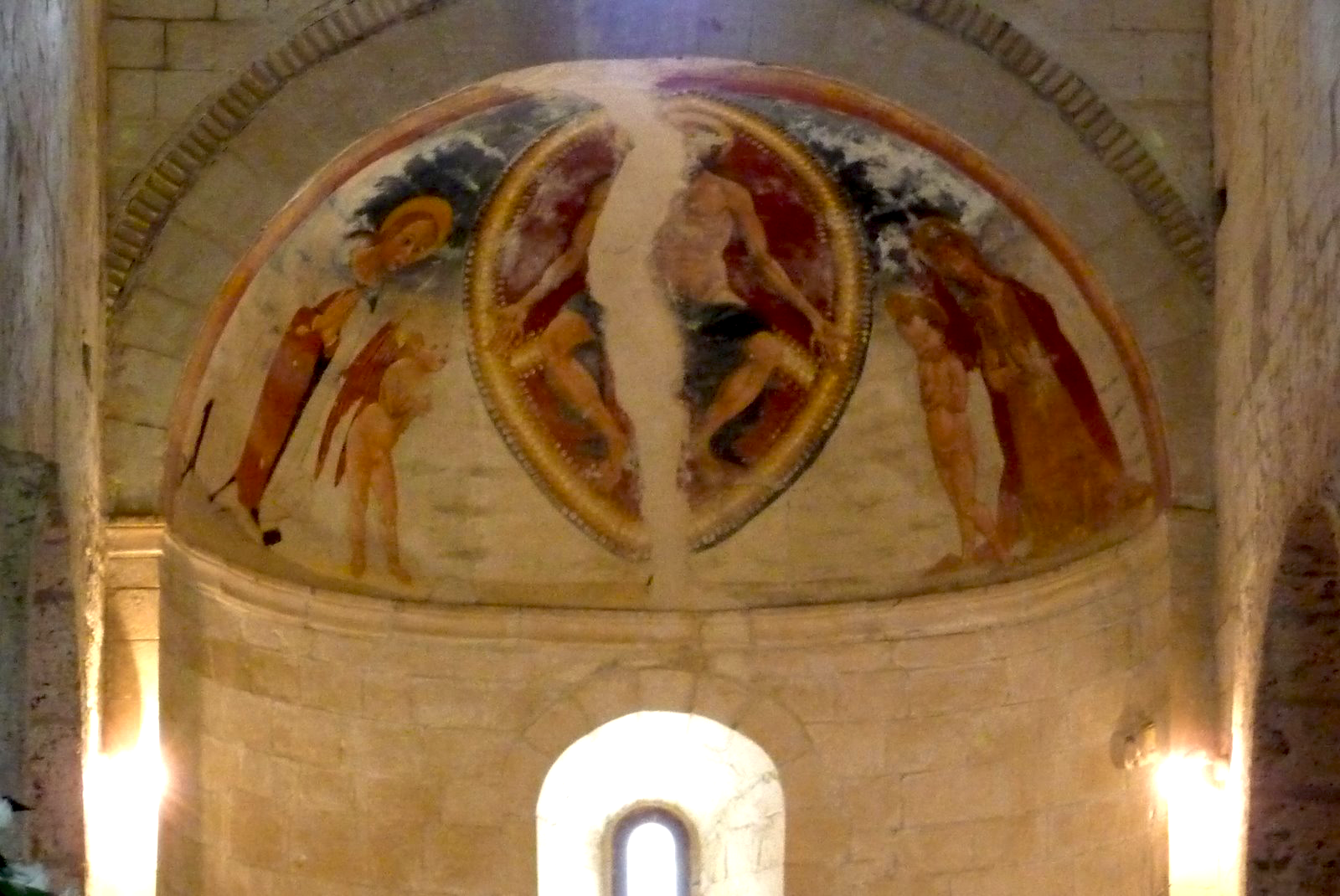
L'affresco dell'abside (1421)

Il corpo della chiesa è stato costruito nella seconda fase di edificazione del complesso monumentale, avvenuta nel XII secolo. A differenza della cripta la muratura è stata realizzata con l'impiego di conci squadrati e regolari.
Con questo intervento la cubatura della chiesa si accrebbe e vi fu l'avanzamento della fabbrica verso il piazzale antistante. All'interno si ebbe la divisione dello spazio su due livelli di calpestio raccordato dalla scala che inizia dalla fine della seconda campata. Questa suddivisione destinava la zona più bassa ai fedeli, mentre la zona sopraelevata delimitava il presbiterio.
Il rilievo del corpo della cripta occupa quasi i due terzi dello spazio della chiesa con l'evidente movimento d'innalzamento.
L'ambiente dell'aula è scandito da tre navate le cui sei arcate sono sostenute da pilastri fino all'arco trionfale e poi da colonne che presentano capitelli di varia foggia.
All'interno della calotta dell'abside vi sono i resti dell'affresco datato 1421.
Vi sono raffigurati, all'interno di una mandorla, il Redentore tra la Vergine affiancata da un grazioso angioletto e la figura di san Giovanni Battista.

### La cripta

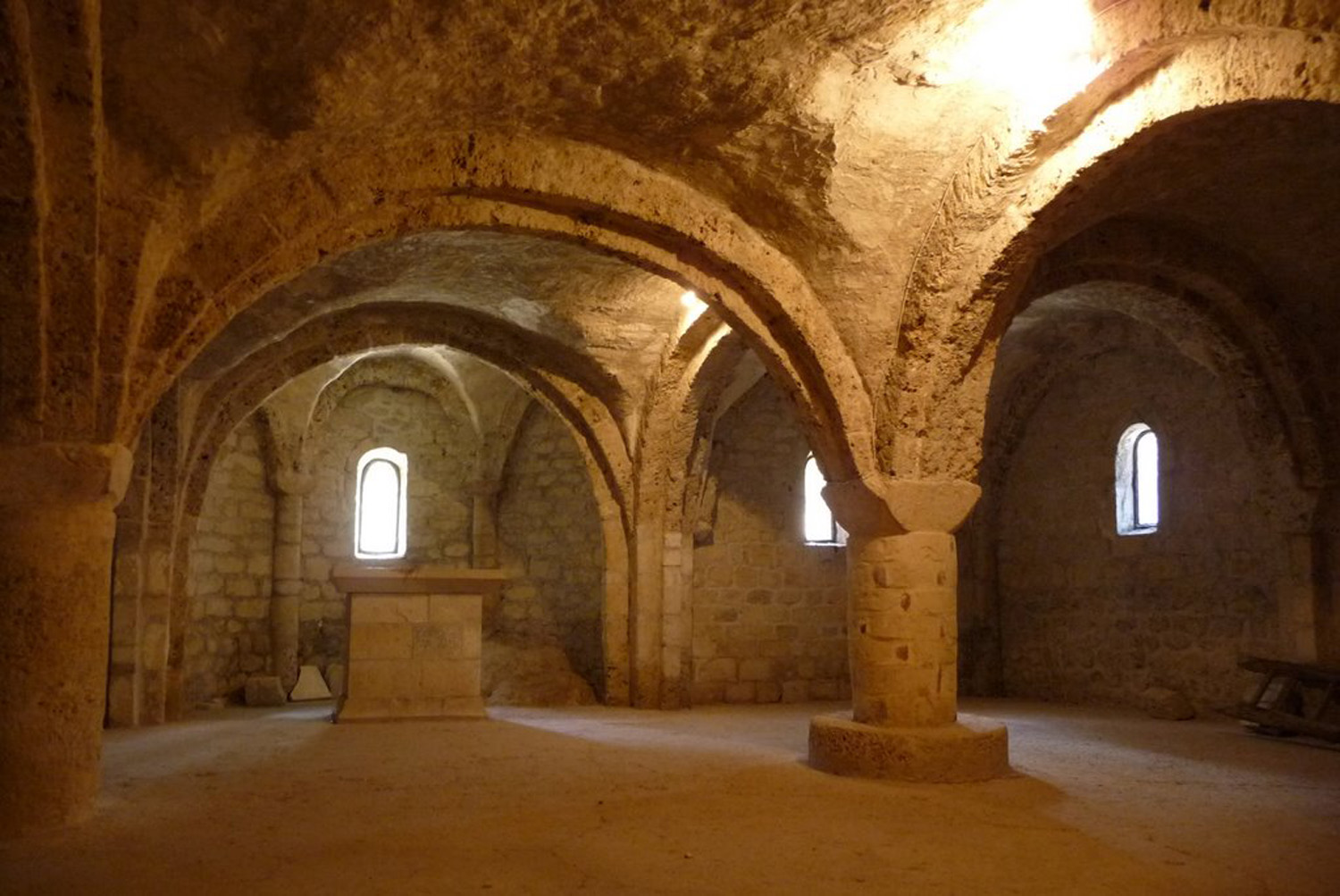
La cripta

La cripta fu edificata anteriormente alla chiesa nel corso dell'XI secolo. Per la realizzazione della muratura furono impiegate pietre di grossolana fattura che per differenza di precisione di taglio bene evidenziano la zona da cui inizia la sopraelevazione del successivo edificio ecclesiale.
Si accede a quest'ambiente, rischiarato dalle piccole finestre strombate, mediante i due ingressi posti alla fine delle navate laterali della chiesa. Il suo spazio, d'impostazione benedettina, si apre sotto al presbiterio da una pianta quadrangolare di metri 10 x 9,90. L'interno è ripartito da tre navate, di cui solo la mediana, maggiore, è absidata in esatta corrispondenza di quella superiore.
Quattro colonne centrali a sezione circolare e i pilastri addossati alle pareti sostengono le campate dove poggia la copertura di volte a crociera.